# Врбас (ријека)
Врбас је ријека која извире испод планине Зец (планина код Фојнице) и након 250 km дугог тока се улијева у ријеку Саву код Српца, на 96 m надморске висине. Површина слива ове ријеке износи око 5.900 km² и на њеним обалама живи око 500 хиљада становника. Прије Бање Луке, Врбас пролази кроз кањон и бројне клисуре, који су заштићени Законом о заштити природних вриједности из 1955. године. Тече кроз: Скопљанску котлину, Виначку клисуру, Јајачку котлину, кањонску долину Тијесно, Бањалучку котлину а доњим током преко своје макроплавине Лијевче поље. Слив је издуженог облика дужине 150 km и просјечне ширине 70 km. Просјечна надморска висина је 690 м.н.в., а највиша тачка у сливу је на око 2100 м.н.в. Просјечне годишње падавине крећу се одо око 800 l/m2 при ушћу Врбаса у Саву до око 1500 l/m2 на јужном дијелу слива. Просјечно вишегодишње отицање са слива ријеке Врбаса износи око 132 m³/s. Просјечно специфично отицање износи око 20,7 l/s/km².
Има 36 директних притока дужих од 10 km, а најзначајније су Плива, Угар, Црна ријека и Врбања. Слив ријеке Врбас у горњем току чине многобројне мање ријеке: Притоке Врбаса су и Десна, Тушница, Трновача, Крушчица, Бистрица, Бунта, Вилешки поток (Вилешка ријека), Весочница, Поричница, Витина (Витинска ријека), Дубока, Прусачка и Оборачка ријека и Семешница.
Притоке Врбаса су познате по богатству рибљег фонда, а ријека Врбас је позната по 22 врсте риба. Најчешће врсте које се могу наћи у горњем току су пастрмка, липљен и младица.
Ријека протиче кроз општине Горњи Вакуф, Бугојно, Доњи Вакуф, Јајце, Бања Лука (град), Лакташи, Србац и Градишка.

## Кањон Врбаса
Кањон Врбаса налази се на свега 12 КМ од центра Бањалуке, а одликује се богатим биљним и животињским свијетом, културно - историјским споменицима, те природним ријеткостима. Велике воде појављују се у периоду март-мај, а најизраженије су у априлу. Маловодни периоди се јављају у периоду август-септембар, са минималним протицајем у августу. На подручју кањона налазе се остаци средњовјековних босанских градова Гребен (1192), Земљаник (1287) и Звечај (1404), који пружају јединствен доживљај са својим видиковцима, који гледају на долину Врбаса и његов кањон. На цјелокупном свом току, Врбас је створио идеалне услове за развој биодиверзитета. Литице кањона Врбаса су дом орловима, соколовима и јастребовима. Простор кањона Врбаса погодује развоју наутичког, авантуристичког, спортско-рекреативног, научног, транзитног, риболовног и излетничког туризма.

## Карактеристика ријеке
У горњем току од извора до Јајца је планинска ријека с много брзака и слапова, у средњем току, од Јајца до Бање Луке, са наглашеним падом корита пробија се кроз дубоки кречњачки кањон, а у доњем току, од Бање Луке до ушћа, типична је равничарска ријека. Врбас карактеришу ријетке и племените врсте рибе из породице салмонида као што су: поточна пастрмка, липљен и младица. То говори и о изузетно квалитетној води. Специфичност Врбаса представља и чамац дајак, који је добио име по мотки која служи за гурање чамца. Брзаци, слапови, букови, његове плаже, околне стијене, богатство биљног фонда - такође чине Врбас посебним.

## Симбол Бањалуке
Највећи град на Врбасу је Бањалука. Врбас је главни водоток Бањалуке који Град дијели на два дијела. Текући од југа према сјеверу на подручју Града у Врбас се улијевају притоке: Врбања, Сутурлија, Црквена, Швракава, Рекавице и др. Треба напоменути такође да се при изградњи грађевинских објеката уз обале Врбаса, у многим бањалучким насељима, задржало правило „погледа на ријеку“. Ријека Врбас се помињу у бројним пјесмама о Бањалуци, попут пјесме Мирослава Јањанина својеврсне химне града „Мој Град“. И сам назив Града има везе са ријеком Врбас, јер ријеч „лука“ у називу Града означава плодну равницу уз ријеку. Основна сировина за обезбјеђење питке воде је ријека Врбас а водозахватно подручје налази се у Новоселији, 6 km узводно од Града.

## Хидроелектрана на Врбасу
Хидроелектрана “Бочац” је изграђена и пуштена у рад 05.12.1981. Изграђена хидроелектрана користи 16,2% укупног хидропотенцијала ријеке Врбас са притокама. Овај дио хидропотенцијала Врбаса се у цјелости налази у Републици Српској. Распадом електроенергетског система БиХ 1991. године, Хидроелектрана “Бочац” радила је једно вријеме самостално. У ратним околностима испоручивала је електричну енергију Бањалучкој регији, Личкој Крајини и Западној Славонији.
Од 1992. године Хидроелектрана “Бочац” послује у оквиру матичног предузећа „Електропривреда Републике Српске“

## Рафтинг на Врбасу
На ријеци Врбас у Бањалуци одржано је Свјетско првенство у рафтингу 2009. године, те Европско првенство у рафтнигу 2005. године. То је једина ријека у Европи гдје постоји стаза за ноћни рафтинг. Најбоље вријеме за рафтинг је прољеће и љето. Просјечна љетна температура воде је 17 степени а ваздуха 30. Поред рафтинга на овој ријеци одржавају се и бројна међународна такмичења у кајаку и кануу. Најпопуларније рафтинг стазе су: Звечај, Ада и Бијели Бук а налазе се у бањалучком насељу Карановац. Вријеме потребно за спуштање наведеним стазама је од 30 минута - 3 сата и 30 минута.

## Пјесме о Врбасу
"Врбас вода носила јаблана" „Ој Врбасе водо хладна", „Крај Врбаса сједи момче“, „Врбас вода“, "Возила се по Врбасу лађа“, "Ој Врбасе ти ми чуваш тајну“, "Зелена ријеко“ ... то су све пјесме које су опјевале ријеку Врбас.
Многи пјевачи су пјевали пјесму „Зелена ријеко“ , која је први пут изведена на фестивалу „Први аплауз“ Бањалука 1973(Емиp Башић). Пјесма говори о Врбасу и љубави, коју су многи млади доживјели крај Врбаса.

## Историја насељавања и изградње инфраструктуре уз Врбас
На обје стране Врбаса развијале су се још од палеолитског периода насеља различитих племена, која су се у овој благонаклоној долини задржавала, живјела и развијала. Поуздано се зна да је у предримском и римском периоду ово подручје насељавало илирско племе Мезеја, који су заједно са овим просторима укључени у римску покрајину Илирик.
Послије пропасти Римског царства словенска племена насељавају ово подручје током VI и VII вијека нове ере. У средњовјековном периоду дуж обале Врбаса ниче већи број утврђења. Прво насеље оријенталног типа, послије доласка Османлија 1582. године, развија се око Цареве махале у Горњем Шехеру. Бања Лука постаје сједиште пространог Босанског пашалука, што доводи до убрзаног развоја града. Ферхад-паша гради млинове и мостове преко Врбаса.
Касније у 19. вијеку, Аустроугари раде на изградњи инфраструктуре преко и уз ријеку. А насељава се и све већи број странаца уз Врбас. За вријеме Краљевине СХС по Врбасу је носила име и једна бановина, чије је средиште била Бањалука.

## Галерија
- Врбас обала
- Мост - Црна ријека
- Тврђава Кастел, БЛ
- Кањон
- Обилићево Бања Лука
- Српске топлице, Бања Лука